# Beth Guvrin
Beth Guvrin est une ancienne ville de la Shéphélah en Israël, entre la rivière Guvrin et la rivière Marésha, à proximité du kibboutz Beth Govrin. Elle est mentionnée par Flavius Josèphe sous le nom Beth Govri et par Hazal sous le nom Beth Gouvria. La signification de ce nom en araméen est la maison des Hommes. Selon le Midrash, il y avait des géants dans les grottes aux alentours du village, d'où son nom. À l'époque romaine, elle est renommée Éleuthéropolis. Le site était déjà identifié comme Baitogabra  dans la Géographie de Ptolémée. Les croisés l'appellent Bethgibelin. L'identification d'Edward Robinson  d'un village arabe dépeuplé appelé Beit Jibrin avec la ville ancienne a été confirmée par des fouilles archéologiques.

## Histoire
Sur une colline de 30 mètres de haut, le site de Tel Marésha révèle les vestiges de remparts restés debout pendant plus de 800 ans, entre le IXe et le 1er siècle avant notre ère, ainsi que les fondations d'une grande villa datant de la fin de cette période.
Sous le règne d'Hérode le Grand (-37--4), Beth Govrin remplaça Marésha comme capitale de l'Idumée, qui comprenait alors la Shéphélah et la région au sud du mont Hébron jusqu'à la vallée de Beer Sheva et Arad. Lors de la Grande révolte juive (66-77), la population juive de la ville est massacrée par les troupes de Vespasien, dont Ananie de Damas. 10 000 habitants sont tués et 1 000 sont réduits en esclavage. La ville sert de garnisons pour l'armée romaine.

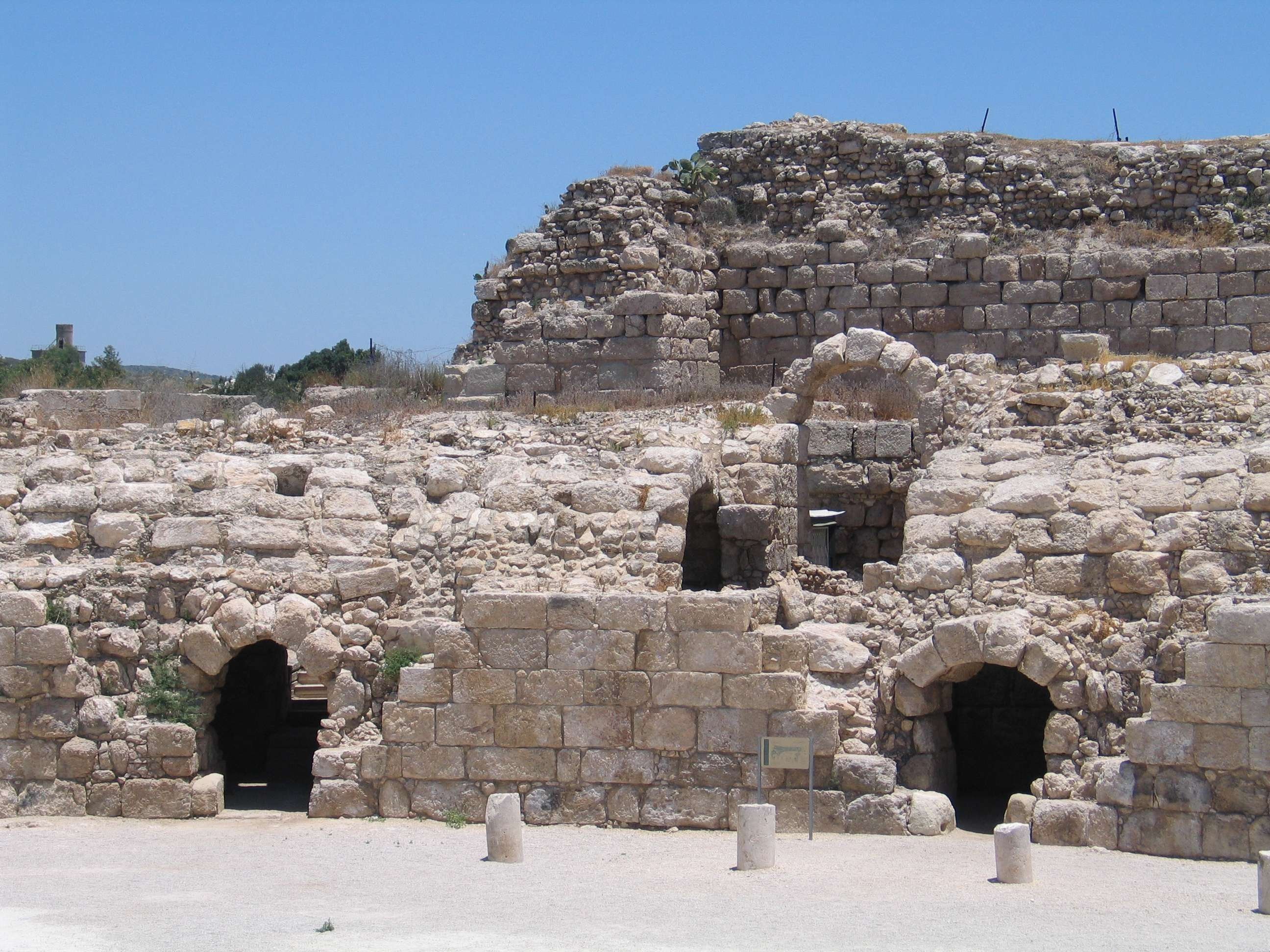
L'amphithéâtre romain.

Avec le temps, elle se transforme en une ville romaine. Un amphithéâtre est construit, ainsi que deux aqueducs : le premier achemine l'eau depuis le mont Hébron, le second est construit le long de la route qui mène de Jérusalem à la Shéphélah.
En 200, l'empereur Septime Sévère donne à la ville le statut de polis et change son nom en Éleuthéropolis (« la ville de l'homme libre »). À partir de là, elle devient une ville importante et gouverne une vaste région. Elle est citée dans une décision de Rabbi Juda Hanassi  qui exempte les habitants de certaines villes de la contribution au teroumat hamaasser, ceci dans le but d'encourager les habitants juifs à rester dans ces villes.
Avec le début de la période byzantine (324-638), le statut de la ville se trouve encore renforcé. Elle gouverne un territoire très étendu, de la vallée de Beer-Sheva à la vallée des Térébinthes au nord, et de la mer Morte à l'est au littoral méditerranéen à l'ouest. Des églises et des monastères y sont construits. La ville apparaît dans la mosaïque de Madaba comme une grande ville protégée par des remparts.
Vers 650, Tamim al-Dari, compagnon du prophète Mahomet qui a vu l'antéchrist ou dajjal, meurt aux alentours de Beth Guvrin. On y trouve alors les suaires lui ayant appartenu.

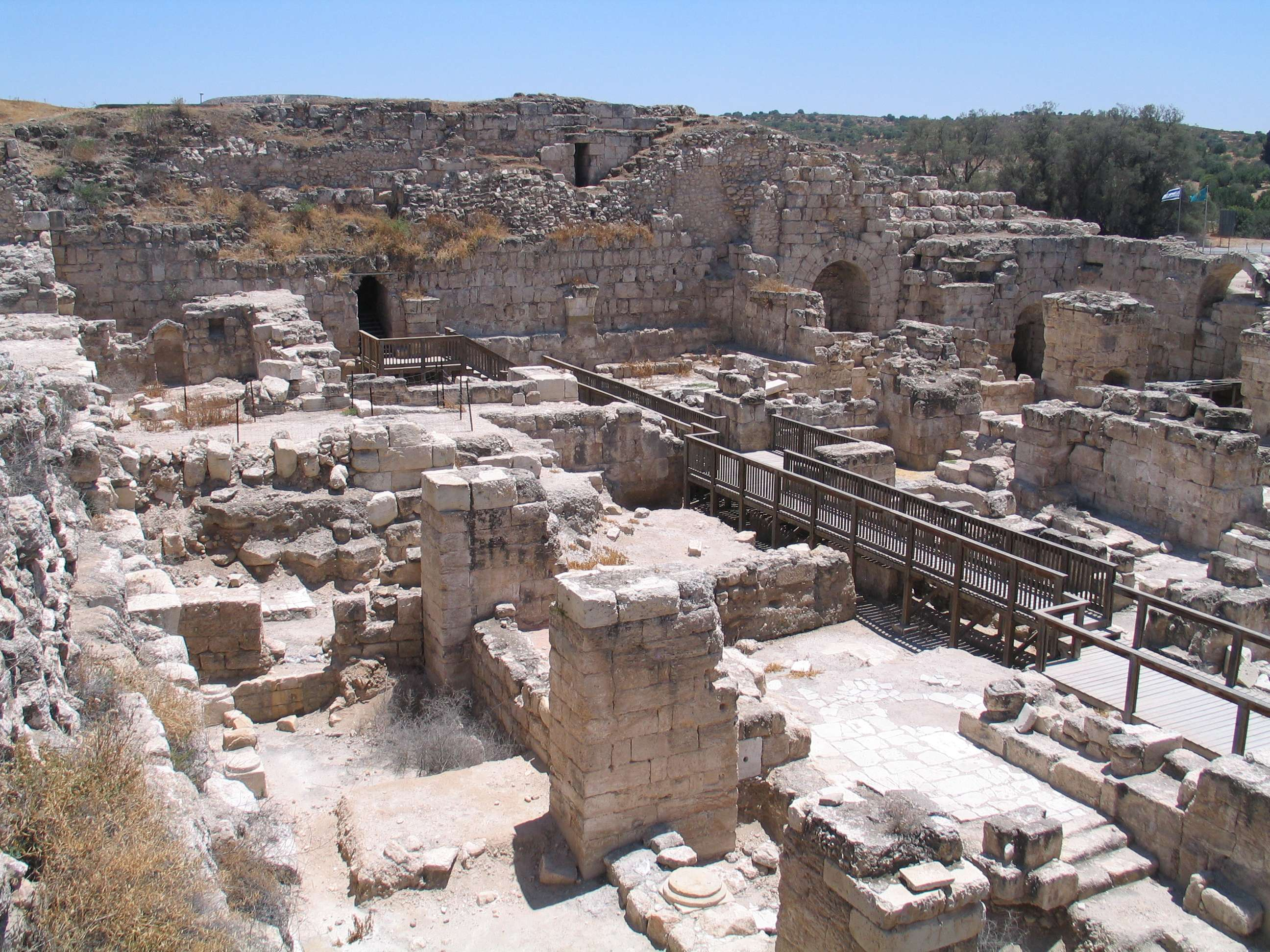
La forteresse de Bethgibelin.

Après la conquête de la région lors de la première Croisade, Baudouin Ier de Jérusalem attaque pendant l'hiver 1100 les Bédouins qui trouvaient refuge dans les grottes et écumaient la route entre Jérusalem et Jaffa. Il fait boucher les grottes et y mettre le feu. Vers 1136, Foulques V d'Anjou y fait construire un château afin de défendre Hébron face aux incursions depuis la ville fatimide d'Ashkelon. N'ayant pas les moyens de s'emparer d'Ashkelon, une série de fortifications avaient été décidées pour encercler la ville. Ce plan d'encerclement inclut aussi les forteresses d'Ibelin (Yavné) et de Blanche-Garde (Gath). Pour les Croisés, le site s'appelle Bethgibelin, Begebelinus, ou Gibelin, et est identifié à Beer-Sheva. La forteresse consiste en une tour centrale entourée d'une ligne de  murailles avec quatre tours d'angle. La défense est complétées par un fossé. Elle réutilise des parties des murs et des tours nord-ouest de la ville de l'époque byzantine. Dans une deuxième phase de construction, un mur extérieur est ajouté pour défendre une zone plus large, donnant à la forteresse un plan concentrique.
En 1947-48, les habitants ont fui. Beaucoup sont maintenant réfugiés dans la région d'Hébron et dans le camp d'El Fawar au sud d'Hébron. Aujourd'hui, Beth Guvrin fait partie du parc national israélien de Beth Guvrin-Marésha.